# Смыковичи (Октябрьский район)
Смыковичи (бел. Смыковічы) — деревня в Октябрьском районе Гомельской области Белоруссии. В составе Октябрьского сельсовета.
На юге граничит с лесом.

## География

### Расположение
В 3 км на восток от Октябрьского, 9 км от железнодорожной станции Рабкор (на ветке Бобруйск — Рабкор от линии Осиповичи — Жлобин).

## Гидрография
На реке Нератовка (приток реки Птичь).

## Транспортная сеть
Транспортные связи по просёлочной, затем автомобильной дороге Октябрьский — Озаричи. Планировка состоит из короткой прямолинейной улицы широтной ориентации. Застройка деревянная, усадебного типа.

## История
По письменным источникам известна с XVIII века, когда принадлежала А. Л. Комару, затем — И. А. Узловскому. После 2-го раздела Речи Посполитой (1793 год) в составе Российской империи. В XIX веке в поместье Рудобелка, который принадлежал Лапам, с 1867 года во владении А. Е. Врангеля, с 1877 года — генерал-майора А. Ф. Лилиенфельда. Обозначена на карте 1866 года, использовавшейся Западной мелиоративной экспедицией, работавшей в этом районе в 1890-е годы. В 1908 году в Рудобельской волости Бобруйского уезда Минской губернии.
В 1930 году организован колхоз. Во время Великой Отечественной войны в апреле 1942 года немецкие оккупанты сожгли 54 двора и убили 58 жителей. 19 жителей погибли на фронте. Согласно переписи 1959 года в составе подсобного хозяйства «Заозерье» райсельхозхимии (центр — деревня Гать); работал магазин.

## Население

### Численность
- 2004 год — 27 хозяйств, 55 жителей.

### Динамика
- 1795 год — 25 дворов, 139 жителей.
- 1897 год — 38 дворов, 257 жителей (согласно переписи).
- 1908 год — 42 двора, 335 жителей.
- 1916 год — 56 дворов, 319 жителей.
- 1959 год — 163 жителя (согласно переписи).
- 2004 год — 27 хозяйств, 55 жителей.

## Достопримечательность
- Памятник Лукашевичу Юрию Станиславовичу[2], воину–интернационалисту (номер воинского захоронения 3645). Погиб 15.04.1981 в Афганистане.